# Lekkoatletyka na Letnich Igrzyskach Olimpijskich 1912 – skok wzwyż z miejsca mężczyzn
Skok wzwyż z miejsca mężczyzn był jedną z konkurencji lekkoatletycznych rozgrywanych podczas V Igrzysk Olimpijskich w Sztokholmie. Zawody zostały rozegrane 13 lipca na Stadionie Olimpijskim.
Ray Ewry wygrał wszystkie zawody w skoku wzwyż z miejsca na igrzyskach olimpijskich w jakich startował, od igrzysk w Paryżu w 1900 roku do igrzysk w Londynie osiem lat później. Zakończył karierę rok przed igrzyskami w Sztokholmie. W 1909 i 1910 roku Platt Adams wygrał halowe zawody AAU w tej konkurencji, lecz Ewry nie startował na nich. Po jego przejściu na emeryturę, Adams wydawał się gotowym do przejęcia dominacji w tej konkurencji.
Drugi raz w historii igrzysk bracia zdobili złoto i srebro w jednej konkurencji. Pierwsze miejsce w Sztokholmie zajął Platt Adams, zaś drugie wywalczył jego brat Ben. Druga taka sytuacja miała miejsce na I Letnich Igrzyskach Olimpijskich w 1896 roku, gdzie bracia John i Sumner Paine wywalczyli dwa pierwsze miejsca w strzelaniu z pistoletu wojskowego. 

## Wyniki
| Miejsce | Zawodnik                 | Eliminacje | Eliminacje | Eliminacje | Eliminacje | Eliminacje | Eliminacje | Eliminacje                    | Finał | Finał | Finał | Finał | Finał | Finał | Finał | Finał | Pozycja |
| Miejsce | Zawodnik                 | 1.30       | 1.35       | 1.40       | 1.45       | 1.48       | 1.50       | Q                             | 1.30  | 1.40  | 1.45  | 1.50  | 1.55  | 1.60  | 1.63  | 1.66  | Pozycja |
| ------- | ------------------------ | ---------- | ---------- | ---------- | ---------- | ---------- | ---------- | ----------------------------- | ----- | ----- | ----- | ----- | ----- | ----- | ----- | ----- | ------- |
| złoto   | Platt Adams              | O          | O          | O          | O          | O          | O          | Q                             | O     | O     | O     | O     | O     | XO    | O     | XXX   | 1.63    |
| srebro  | Benjamin Adams           | O          | O          | O          | O          | ---        | O          | Q                             | O     | O     | O     | O     | O     | O     | XXX   | ---   | 1.60    |
| brąz    | Konstandinos Tsiklitiras | O          | O          | O          | O          | ---        | O          | Q                             | O     | O     | O     | XO    | XO    | XXX   | ---   | ---   | 1.55    |
| 4       | Edvard Möller            | O          | O          | O          | O          | ---        | O          | Q                             | O     | O     | O     | O     | XXX   | ---   | ---   | ---   | 1.50    |
| 4       | Leo Goehring             | O          | O          | O          | XXO        | ---        | XO         | Q                             | O     | XO    | O     | O     | XXX   | ---   | ---   | ---   | 1.50    |
| 4       | Richard Byrd             | O          | O          | O          | O          | ---        | XXO        | Q                             | O     | O     | O     | XO    | XXX   | ---   | ---   | ---   | 1.50    |
|         |                          |            |            |            |            |            |            |                               |       |       |       |       |       |       |       |       |         |
| 7       | Forest Fletcher          | O          | O          | O          | O          | ---        | XXX        |                               |       |       |       |       |       |       |       |       | 1.45    |
| 7       | Rudolf Smedmark          | O          | O          | O          | O          | ---        | XXX        | 1.45                          |       |       |       |       |       |       |       |       |         |
| 7       | Frank Belote             | O          | O          | XXO        | O          | ---        | XXX        | 1.45                          |       |       |       |       |       |       |       |       |         |
| 7       | Géo André                | ---        | O          | XO         | XO         | ---        | XXX        | 1.45                          |       |       |       |       |       |       |       |       |         |
| 7       | Leif Ekman               | O          | O          | O          | XXO        | ---        | XXX        | 1.45                          |       |       |       |       |       |       |       |       |         |
| 7       | Karl Bergh               | O          | O          | O          | XXO        | XXX        | ---        | 1.45                          |       |       |       |       |       |       |       |       |         |
| 13      | Rodolfo Hammersley       | O          | O          | O          | XXX        | ---        | ---        | 1.40                          |       |       |       |       |       |       |       |       |         |
| 13      | Alfred Schwarz           | O          | O          | O          | XXX        | ---        | ---        | 1.40                          |       |       |       |       |       |       |       |       |         |
| 13      | Birger Brodtkorb         | XO         | XO         | XO         | XXX        | ---        | ---        | 1.40                          |       |       |       |       |       |       |       |       |         |
| 16      | Benjamin Howard Baker    | XO         | O          | XXX        | ---        | ---        | ---        | 1.35                          |       |       |       |       |       |       |       |       |         |
| 17      | Helmer Måhl              | O          | ---        | ---        | ---        | ---        | ---        | 1.30                          |       |       |       |       |       |       |       |       |         |
| 18      | Andor Horvag             | ---        | XXX        | ---        | ---        | ---        | ---        | Nie zaliczył żadnej wysokości |       |       |       |       |       |       |       |       |         |

|  |  |